# 羅賓伍德 (馬里蘭州)
羅賓伍德（英語：Robinwood）是位於美國馬里蘭州華盛頓縣的一個普查規定居民點。

## 人口
根據2020年美國人口普查的數據，羅賓伍德的面積為9.86平方千米，當中陸地面積為9.86平方千米，而水域面積為0.00平方千米。當地共有人口7397人，而人口密度為每平方千米750.2人。